# Pachypygus gibber
Pachypygus gibber är en kräftdjursart som först beskrevs av Tord Tamerlan Teodor Thorell 1860.  Pachypygus gibber ingår i släktet Pachypygus, och familjen Notodelphyidae. Arten är reproducerande i Sverige.